# ʿAbdallāh ibn az-Zubair

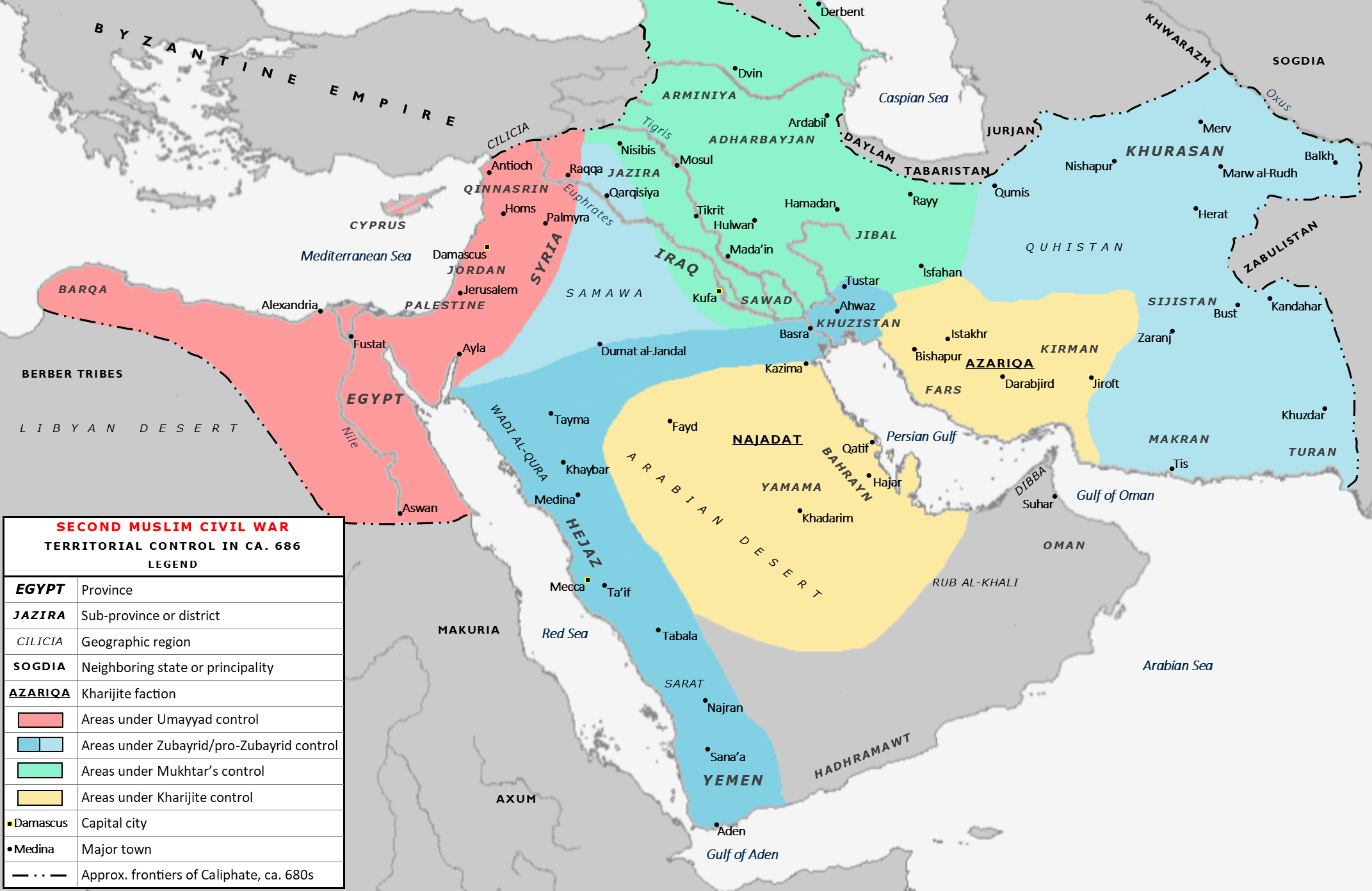
Die verschiedenen Lager während des Zweiten Bürgerkriegs (ca. 686). Das Herrschaftsgebiet von ʿAbdallāh ibn az-Zubair ist blau gekennzeichnet.

ʿAbdallāh ibn az-Zubair (arabisch عبد الله بن الزبير‎; * 619; † 5. November 692) war von 683 bis 692 Gegenkalif in Mekka und bekämpfte von dort aus die Umayyaden. Das Gegenkalifat wird auch als mekkanisches Kalifat und seine Anhänger als Zubairiten bezeichnet.

## Die Opposition gegen die Umayyaden
Abdallah war Sohn des Prophetengefährten az-Zubair ibn al-ʿAuwām und Asmā' bint Abī Bakr, einer Halbschwester von Aischa bint Abi Bakr. Er nahm an den Feldzügen in Ägypten, Persien und in Nordafrika teil. Nach der Ermordung von Kalif Uthman ibn Affan lehnte er dessen Nachfolger Ali ibn Abi Talib ab und nahm auf der Seite von Aischa an der Kamelschlacht im Irak teil (656).
Als sich die Umayyaden als Kalifen durchgesetzt hatten, zog sich Abdallah nach Medina zurück und wurde mit Husain ibn ʿAlī Führer einer religiösen-politischen Oppositionsgruppe, für die der Kampf um die Verbreitung des Islam Vorrang hatte. Den Umayyaden wurde vorgeworfen, dass sie die religiöse Begeisterung der Muslime als Mittel der Machtpolitik ansahen. Zur offenen Empörung kam es, als Muʿāwiya 680 seinen Sohn Yazīd als Nachfolger designierte und damit erstmals den Versuch unternahm, eine erbliche Kalifendynastie zu etablieren. Die alten, religiös motivierten Ressentiments gegen die Umayyaden und ihren Machthunger lebten jetzt überall wieder auf. Nach dem Ableben seines Vaters im April 680 und seiner Erhebung zum neuen Kalifen setzte Yazīd alles daran, den Treueid der prominentesten Verweigerer zu erzwingen. Seinen Statthalter in Medina wies er an, Ibn az-Zubair und al-Husain so lange zu bedrängen, bis sie Yazīd den Treueid leisteten. Um dem Druck auszuweichen, flüchteten die beiden nach Mekka, das aus der heidnischen Zeit seinen Status als unantastbares Asyl behalten hatte.
Nach dem Tod Husains in der Schlacht von Kerbela begann Ibn az-Zubair in Mekka, eine Streitmacht aufzubauen, und erklärte Yazīd für abgesetzt. Die Bewohner von Medina folgten seinem Beispiel und wählten sich einen eigenen Führer. Yazīd sandte daraufhin eine Armee nach Medina aus, die den dortigen Aufständischen im August 683 bei Harra eine vernichtende Niederlage beibrachten. Im September begann die umayyadische Armee mit einer mehrwöchigen Belagerung Mekkas. Die Stadt wurde dabei mit Steinen und Felsbrocken beschossen, und auch die Kaaba geriet in Brand. Erst 50 Tage später, als aus Syrien die Nachricht von Yazīds Tod eintraf, zog die umayyadische Armee ab.

## Nach der Selbstproklamation zum Kalifen
Nach dem Tod von Yazid I. (683) rief sich Abdallah in Mekka zum Kalifen aus. Da bei den Umayyaden nach dem Tod von Muʿāwiya II. die Thronfolge zeitweise ungeklärt war, wurde Abdallah von den Muslimen im Irak, Iran, Ägypten und sogar in Teilen von Syrien anerkannt. Insbesondere der arabische Stammesverband der Qais ʿAilān, der sich gerade erst formiert hatte und in Opposition zu den Umayyaden stand, unterstützte Ibn az-Zubair. Mit der verbreiteten Anerkennung Abdallahs wird auch deutlich, dass sich die von den Umayyaden verfochtene These der Erblichkeit des Kalifenamtes unter den Muslimen noch nicht durchgesetzt hatte. 684 konnten die Umayyaden unter Marwan I. (684–685) nach dem Sieg bei Mardsch Rahit bei Damaskus die Anhänger Abdallahs aus Syrien verdrängen und Ägypten unter ihre Kontrolle bringen.
In Kufa erhob sich im Oktober 685 der Schiit al-Muchtār ibn Abī ʿUbaid gegen den von Ibn az-Zubair entsandten Statthalter und brachte die Stadt in seine Gewalt. Die Hoffnungen der kufischen Schiiten richteten sich in dieser Zeit auf einen dritten Sohn ʿAlīs, der Muhammad ibn al-Hanafīya genannt wurde, da seine Mutter nicht die Prophetentochter Fatima war, sondern eine andere Frau ʿAlīs aus dem arabischen Stamm der Hanīfa. Dieser Muhammad ibn al-Hanafīya lebte in Medina. Er hatte an dem, was in Kufa in seinem Namen geschah, keinen Anteil. Al-Muchtār trat im Irak als sein selbsternannter Sachwalter auf und bezeichnete ihn als den „Rechtgeleiteten“ (mahdī) – im Unterschied zu den beiden „Irregeleiteten“, dem Umayyaden in Damaskus und dem Gegenkalifen Ibn az-Zubair in Mekka.
Eine weitere Oppositionsgruppe gegen Ibn az-Zubair bildete sich auf der Arabischen Halbinsel. Der Charidschit Nadschda ibn Āmir trat 686 in al-Yamāma in Ostarabien als Führer einer Gruppe von Charidschiten hervor und wurde ein tatkräftiger Herrscher über ein großes Gebiet, das Bahrain am Persischen Golf und Oman im Osten sowie Teile des Jemen und Hadramauts im Süden umfasste. Als er auf dem Gipfel seiner Macht stand, war sein Einfluss größer als der des Ibn az-Zubair.
Die Zerstrittenheit der Muslime kam besonders bei der Wallfahrt von 686 zum Ausdruck, bei der sich in der Ebene von ʿArafa die Pilgerscharen der vier Parteien, die um die Herrschaft im islamischen Reich stritten, mit eigenen Fahnen gegenüberstanden: 1. die Partei Ibn az-Zubairs, 2. die Partei des Charidschiten Naǧda ibn ʿĀmirs; 3. die Partei der Schiiten von Kufa, die Muḥammad ibn al-Ḥanafiyya als Mahdī verehrten und 4. die Partei der Syrer, die die Umayyaden als rechtmäßigen Herrscher erkannten.
Schließlich konnte Ibn az-Zubair aber doch seine Macht konsolidieren. Um seine Herrschaftsansprüche im Osten durchzusetzen, sandte er noch im Jahre 686 seinen Bruder Muṣʿab in den Irak. Ihm gelang es, den in Persien tätigen südarabischen Heerführer al-Muhallab ibn Abi Sufra für das mekkanische Kalifat zu gewinnen. Er befreite die Umgebung von Baṣra von den Azraqiten und beendete im April 687 die schiitische Herrschaft des Muchtār über Kufa.

## Die Kultreform in Mekka
Nachdem bei der Belagerung Mekkas im Herbst 683 die Kaaba in Brand geraten und stark beschädigt worden war, ließ sie Ibn az-Zubair vollständig abreißen und neu aufbauen. Bei dem Neubau sollte die Kaaba „in ihren früheren Zustand“ zurückversetzt werden, der angeblich vor dem Umbau der Quraisch Anfang des 7. Jahrhunderts bestanden hatte. Dazu gehörten die Öffnung einer zweiten Tür auf der Rückseite, die Senkung des Bodens der Kaaba auf die Höhe des Erdbodens und die Aufstockung der Ḥaṭīm-Mauer zu einer Apsis. Da der schwarze Stein bei der Belagerung von einem Katapultgeschoss getroffen und in Stücke gebrochen worden war, ließ Ibn az-Zubair ihn mit einer Silbereinfassung versehen. Im März 685 wurde das Gebäude neu eingeweiht. Da von den für den Bau herangeschafften Steinen noch eine große Zahl übrig geblieben war, ließ Ibn az-Zubair den Umgang um die Kaaba damit pflastern.

## Das Ende des mekkanischen Kalifats
Nachdem die Umayyaden unter ʿAbd al-Malik 691 den Irak unter ihre Kontrolle bringen konnten, wurde Ibn az-Zubairs Position beträchtlich geschwächt. Gegen ʿAbdallāh selbst sandte ʿAbd al-Malik Ende 691 seinen General al-Haddschadsch ibn Yusuf nach Mekka mit dem Auftrag, mit diesem Verhandlungen zu führen und, wenn notwendig, die Stadt auszuhungern. Al-Haddschadsch ging aber die Geduld aus, er forderte weitere Truppen an und bombardierte die Stadt. Im Oktober 692 besiegte er dann Ibn az-Zubair, der im Kampf den Märtyrertod erlitt. Dieses Ereignis wird als das Ende der zweiten Fitna betrachtet. Die von Ibn az-Zubair vorgenommen baulichen Veränderungen an der Kaaba wurden durch al-Haddschadsch ibn Yusuf rückgängig gemacht.
Mit dem Sieg über Ibn az-Zubair hatten die Umayyaden ihre Herrschaft für die nächsten 50 Jahre gesichert und konnten mit der Konsolidierung des Kalifats beginnen. Die Kämpfe führten zu einer starken Polarisierung der Bevölkerung und zum Untergang der alten arabischen Aristokratie aus Mekka, auf die sich die umayyadische Herrschaft bisher vor allem gestützt hatte.

## ʿAbdallāh ibn az-Zubair in der Theorie Volker Popps
Im Gegensatz zur islamischen Geschichtsschreibung und zu den Erkenntnissen der Islamwissenschaft hat Volker Popp, dessen Arbeiten im Rahmen der Inârah-Gruppe um Karl-Heinz Ohlig und Christoph Luxenberg veröffentlicht wurden, die Geschichtlichkeit und Existenz Abdallah ibn az-Zubairs in Frage gestellt und die Theorie entwickelt, dass die Überlieferung über ʿAbdallāh ibn az-Zubair auf den Widerstand der „Zunbil von Zabulistan“ im Osten Persiens zurückgeht, welche vermutlich mit den Hephthaliten verwandt waren und zu den erbittertsten Gegnern des umaiyadischen Kalifats gehörten.
Der Titel „Zunbil“ ist in der mittelpersischen Form „ZNBYL-ān“ („zum Zunbil gehörend“; mit dem mittelpersischen Patronym-Suffix „-ān“) über mehrere Jahre hinweg (53–69 AH) auf Inschriften in der Region Kirman archäologisch nachweisbar.
Volker Popps Theorie nach wurden diese Quellen von späteren muslimischen Geschichtsschreibern missinterpretiert, welche die mittelpersische Schreibung „ZNBYL“ nicht als „Zunbil“, sondern als (arabisiert) „Zubair“ fehldeuteten (die mittelpersische Schreibung „ZNBYL“ erlaubt auch die Lesung als „Zubīl“ und „Zubīr“). Anschließend sei dementsprechend eine neue Rahmengeschichte – diesmal in Mekka und nicht im Osten Irans – um den (fiktiven) Abdallah ibn az-Zubair erfunden worden, um gewisse historische Ereignisse erklären zu können.
Diese Beobachtung korreliert zum Teil mit Münzfunden im Osten des ehemaligen Kalifats, aus der alten sassanidischen Prägungsstätte Darābgard (arab. Darābdschird), die traditionell Abdallah ibn az-Zubair zugeschrieben werden. Auf den Münzen ist zwar ein nicht näher bezeichneter „Abdallah (ʿAbd Allāh)“ bezeugt (dieser als „Knecht Gottes“ zu übersetzende Titel war die übliche Bezeichnung der Herrscher und findet sich auch auf allen umaiyadischen Münzen), er wird aber in den zeitgleich fertiggestellten Inschriften von Kirman eindeutig als ein „ZNBYL-ān“ bestätigt (d. h. „[der] den Zunbil zugehörige Knecht Gottes“).